# Liga de Austria de balonmano
La Handball Liga Austria (HLA) es la primera división de balonmano de Austria. Fue fundada en 1961.

## Clubes 2017-18
| Equipo                         | Ciudad             | Estadio                                   |
| ------------------------------ | ------------------ | ----------------------------------------- |
| Alpla HC Hard                  | Hard               | Sporthalle am See                         |
| A1 Bregenz                     | Bregenz            | Handball-Arena Rieden Vorkloster          |
| Handball Tirol                 | Schwaz             | Osthalle Schwaz                           |
| Handballclub Fivers Margareten | Wien               | Sporthalle Margareten                     |
| HC Bruck                       | Bruck an der Mur   | Hannes-Bammer-Sporthalle                  |
| HC Linz AG                     | Linz               | Sport-Neue Mittelschule Linz Kleinmünchen |
| UHK Krems                      | Krems an der Donau | Sport • Halle • Krems                     |
| SC Ferlach                     | Ferlach            | Ballspielhalle Ferlach                    |
| SG Handball West Wien          | Viena              | BSFZ Südstadt                             |
| HSG Graz                       |                    |                                           |

## Palmarés
| - 1961 : ATSV Linz - 1962 : WAT Atzgersdorf - 1963 : Rapid Wien - 1964 : Rapid Wien - 1965 : Rapid Wien - 1966 : Union West Wien - 1967 : Rapid Wien - 1968 : UHC Salzburg - 1969 : UHC Salzburg - 1970 : Union Edelweiß Linz - 1971 : Salzburger AK 1914 - 1972 : UHC Salzburg - 1973 : Union Krems - 1974 : Oberglas Bärnbach - 1975 : Union Krems - 1976 : Oberglas Bärnbach - 1977 : Union Krems - 1978 : ASKÖ Linz SBL - 1979 : ASKÖ Linz SBL - 1980 : ASKÖ Linz SBL - 1981 : ASKÖ Linz SBL - 1982 : Raika Köflach - 1983 : ATSE Waagner Biro Graz - 1984 : ATSE Waagner Biro Graz - 1985 : ATSE Waagner Biro Graz - 1986 : Union Raika Stockerau - 1987 : ATSE Waagner Biro Graz - 1988 : ATSE Waagner Biro Graz - 1989 : UHK Volksbank Wien - 1990 : ATSE Waagner Biro Graz - 1991 : UHK Volksbank Wien - 1992 : UHK Volksbank Wien - 1993 : UHK Volksbank Wien - 1994 : ASKÖ Linz SBL - 1995 : ASKÖ Linz SBL - 1996 : ASKÖ Linz SBL - 1997 : HC Sparkasse Bruck - 1998 : HC Sparkasse Bruck - 1999 : HSG Raiff. Bärnbach/Köflach - 2000 : HSG Raiff. Bärnbach/Köflach - 2001 : A1 Bregenz - 2002 : A1 Bregenz - 2003 : Alpla HC Hard - 2004 : A1 Bregenz - 2005 : A1 Bregenz - 2006 : A1 Bregenz - 2007 : A1 Bregenz - 2008 : A1 Bregenz - 2009 : A1 Bregenz - 2010 : A1 Bregenz - 2011 : HC Fivers Margareten - 2012 : Alpla HC Hard - 2013 : Alpla HC Hard - 2014 : Alpla HC Hard - 2015 : Alpla HC Hard - 2016 : HC Fivers Margareten - 2017 : Alpla HC Hard - 2018 : HC Fivers Margareten - 2019 : Union Krems - 2020: Sin campeón - 2021: Alpla HC Hard - 2022: UHK Krems - 2023: SG Handball West Wien - 2024: HC Linz AG |

## Palmarés por equipo
|     | Equipo                          | Títulos | Años                                                 |
| --- | ------------------------------- | ------- | ---------------------------------------------------- |
| 1.  | A1 Bregenz                      | 9       | 2001, 2002, 2004, 2005, 2006, 2007, 2008, 2009, 2010 |
| 2.  | HC Linz AG                      | 8       | 1978, 1979, 1980, 1981, 1994, 1995, 1996, 2024       |
|     | Alpla HC Hard                   | 7       | 2003, 2012, 2013, 2014, 2015, 2017, 2021             |
| 4.  | ATSE Waagner Biro Graz          | 6       | 1983, 1984, 1985, 1987, 1988, 1990                   |
| 5.  | SG Handball West Wien           | 5       | 1966, 1989, 1991, 1992, 1993                         |
|     | HSG Raiffeisen Bärnbach/Köflach | 5       | 1974, 1976, 1983, 1999, 2000                         |
| 7.  | Rapid Wien                      | 4       | 1963, 1964, 1965, 1967                               |
|     | UHK Krems                       | 4       | 1973, 1975, 1977, 2019                               |
| 9.  | UHC Salzburg                    | 3       | 1968, 1969, 1972                                     |
|     | Fivers Margareten               | 3       | 2011, 2016, 2018                                     |
| 11. | HC Bruck                        | 2       | 1997, 1998                                           |
| 12. | ATSV Linz                       | 1       | 1961                                                 |
|     | WAT Atzgersdorf                 | 1       | 1962                                                 |
|     | Union Edelweiß Linz             | 1       | 1970                                                 |
|     | Salzburger AK 1914              | 1       | 1971                                                 |
|     | Union Raika Stockerau           | 1       | 1986                                                 |